# Fakenham Magna
Fakenham Magna est un village et une paroisse civile du Suffolk, en Angleterre.